# Messing (Essex)
Pour les articles homonymes, voir Messing.
Messing est un village et une ancienne paroisse civile de l'Essex, en Angleterre.